# Mantela černožlutá
Mantela černožlutá (Mantella cowanii) je druh žáby z čeledi mantelovití (Mantellidae) a rodu mantela (Mantella).

## Výskyt
Je endemitem Madagaskaru a vyskytuje se ve třech lokalitách na středovýchodě ostrova: Antakasina (19°32′ j. š., 47°46′0″ v. d.), Antoetra (20°46′30″ j. š., 47°18′58″ v. d.) a Itremo (20°35′ j. š., 46°38′ v. d.). Je možné, že areál výskytu ve skutečnosti zahrnuje i další lokality, ačkoli spolehlivé záznamy z tohoto pohledu scházejí.

## Popis
Mantela černožlutá dosahuje velikosti 2,2 až 2,9 cm. Zbarvení je téměř na celém těle černé, spodní partie těla jsou zdobeny malými, bělavě modrými skvrnkami. Zadní končetiny jsou vybarveny červenými, oranžovými nebo žlutými odstíny, podobné výrazné skvrny lze pozorovat taktéž na bocích. Někdy se rozvíjí světlá skvrna pod okem. V angličtině tento druh někdy nese pojmenování „Harlequin Mantella“ („mantela harlekýn“).
Mantela černožlutá je pozemní žába, obývající okraje lesů, malé pásy vegetace podél potoků či horské travnaté savany, a to v nadmořských výškách 1 000 až 2 000 m n. m. V období sucha či během lesních požárů se ukrývá do podzemních úkrytů. O chování tohoto druhu nicméně není známo velké množství informací. Rozmnožování bude nejspíše probíhat jako u ostatních zástupců rodu, jíž vajíčka kladou na zem a pulci prodělávají metamorfózu ve vodních tocích. Volání mantely černožluté tvoří série krátkých kliknutí.

## Ohrožení
Mantela černožlutá obývá nejspíš pouze tři lokality, které jsou od sebe geograficky izolovány a obklopeny zemědělskou krajinou, zbylé oblasti středovýchodního Madagaskaru přičemž stále ustupují lidským aktivitám. Mezinárodní svaz ochrany přírody (IUCN) hodnotí mantelu černožlutou od roku 2014 jako ohrožený druh, v předchozím vyhodnocení stavu druhu byla považována za druh kriticky ohrožený. Významný ohrožující faktor – lov pro obchod se zvířaty, který vedl k poklesu populací těchto žab ještě na přelomu milénia –, se podařilo eliminovat díky moratoriu na vývoz z roku 2003.